# Pheidole aberrans
Pheidole aberrans (лат.) — вид муравьёв из подсемейства Myrmicinae (Formicidae). Южная Америка: Аргентина, Боливия, Парагвай, Перу. Видовое название происходит от латинского слова aberrans (блуждать, сбиваться с пути), с возможной ссылкой на необычную крупную голову солдат.

## Описание
Мелкие с узким телом муравьи (2—5 мм) коричневого цвета (характерные для рода большеголовые солдаты крупнее, до 4 мм; самцы буровато-чёрные, около 5 мм). Проподеум выпуклый. Усики рабочих 12-члениковые с 3-члениковой булавой. Скапус усиков солдат очень короткий (длина 0,56 мм), в несколько раз короче головы. Ширина головы крупных солдат — 1,40 мм (длина головы — 1,64 мм. Ширина головы мелких рабочих 0,68 мм, длина головы 0,70 мм, длина скапуса — 0,46 мм. Стебелёк между грудкой и брюшком состоит из двух члеников: петиолюса и постпетиолюса (последний четко отделен от брюшка). Pheidole aberrans относится к видовой группе Pheidole aberrans Group и сходен с видами Pheidole cavifrons, Pheidole longior и Pheidole obnixa.

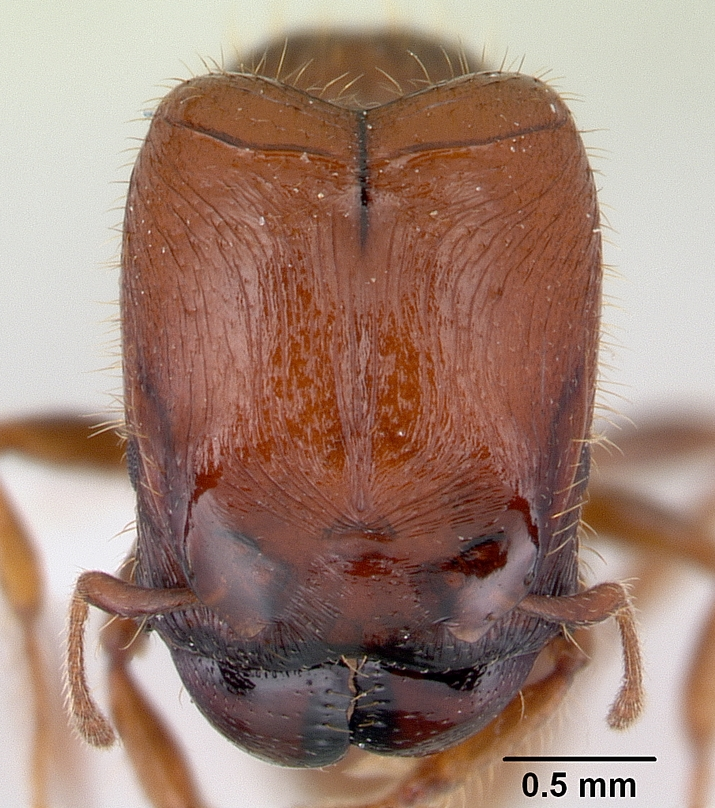
Голова солдата
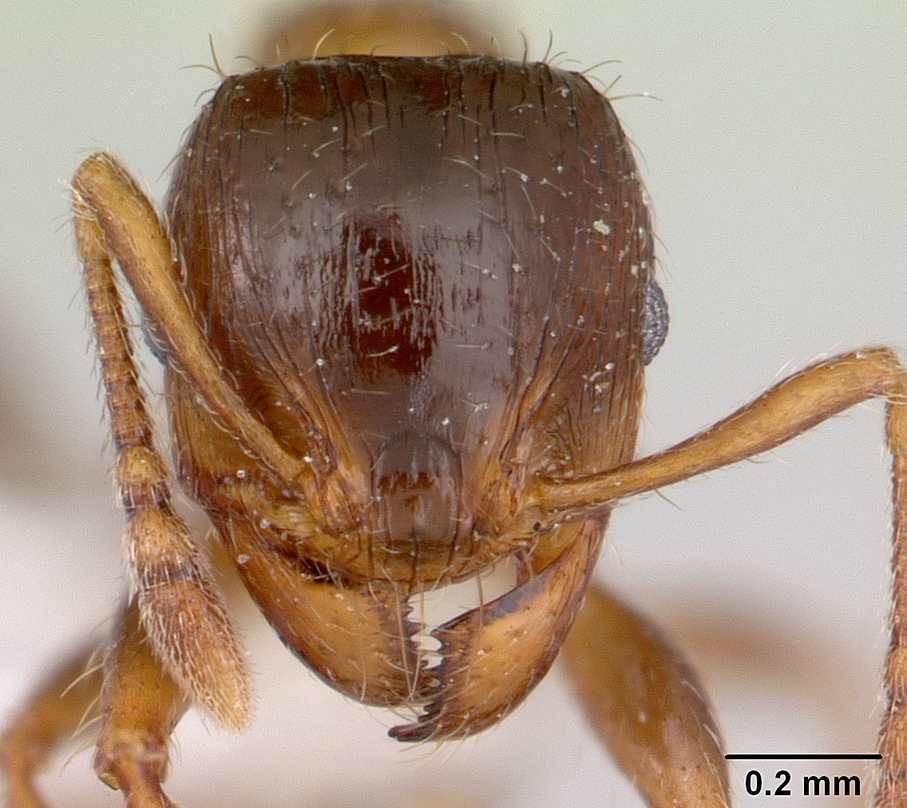
Голова рабочего
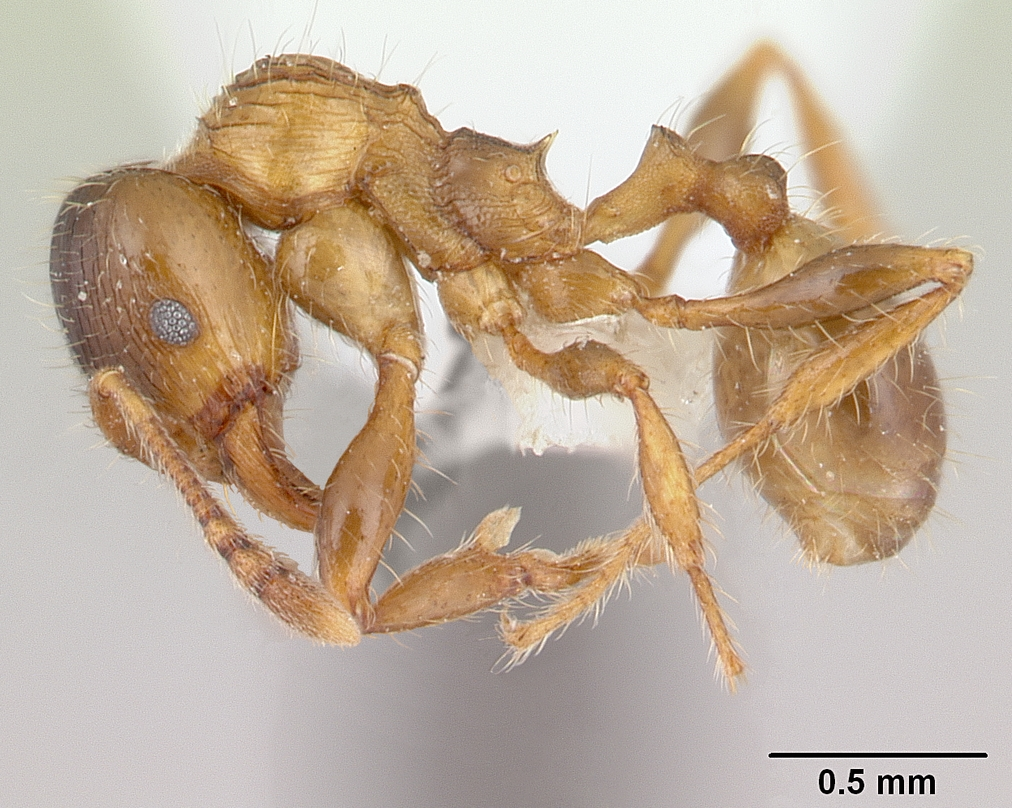
Рабочий сбоку
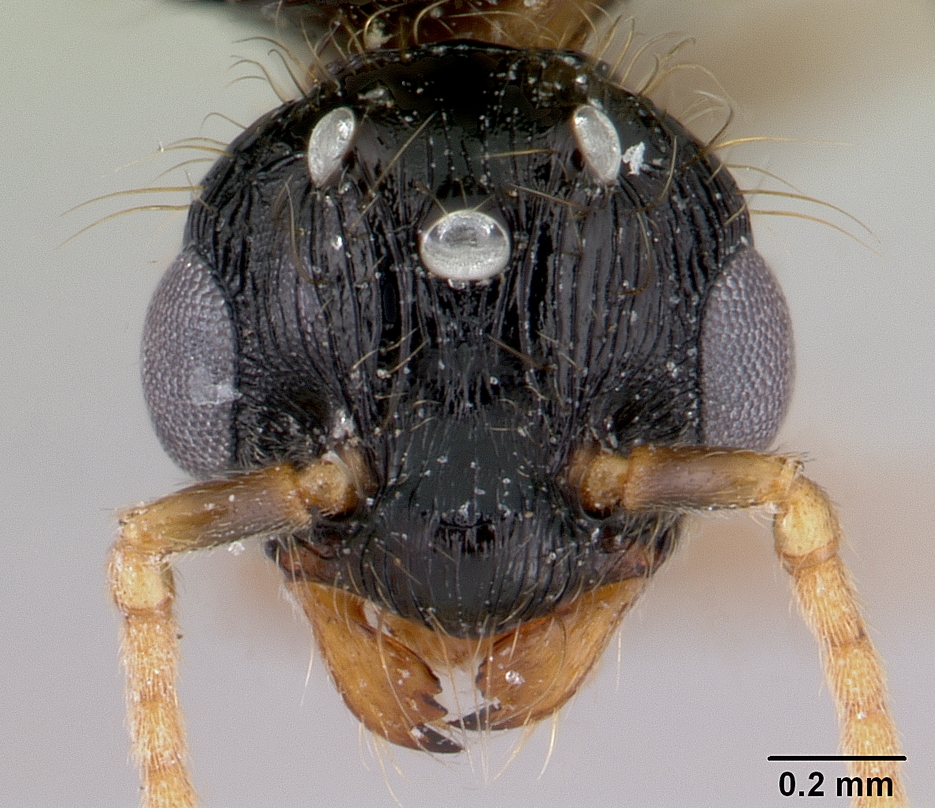
Голова самца
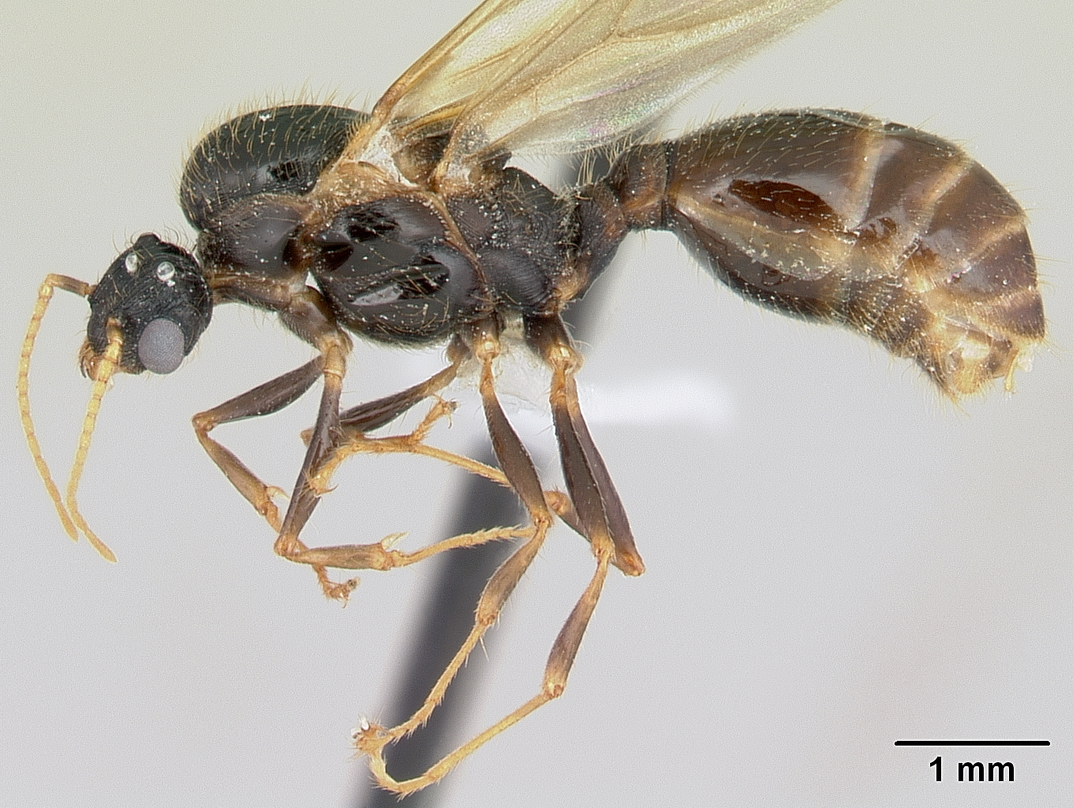
Самец сбоку
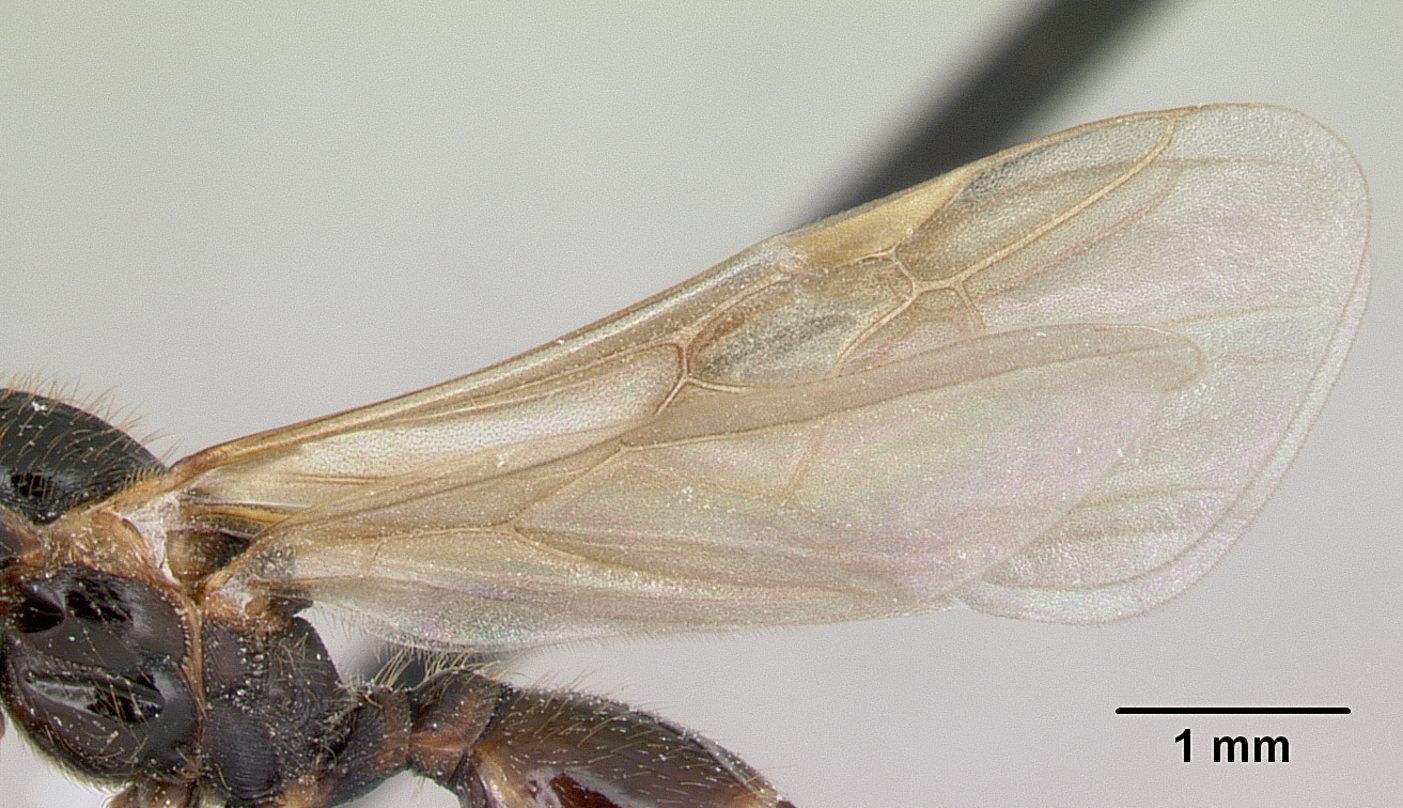
Крылья самца